# Tafalisca periplanes
Tafalisca periplanes är en insektsart som beskrevs av Otte, D. och Perez-gelabert 2009. Tafalisca periplanes ingår i släktet Tafalisca och familjen syrsor. Inga underarter finns listade i Catalogue of Life.